# Бєляєва Олена Григорівна
Олена Григорівна Бєля́єва (19 жовтня 1890, Ярославль — 16 січня 1985) — українська радянська скульпторка і педагог; член Спілки радянських художників України з 1945 року.

## Біографія
Народилася 19 жовтня 1890 року в місті Ярославлі (нині Росія). З 1923 по 1931 рік викладала у Педагогічному технікумі в Новомосковську. Протягом 1931—1939 років навчалась у Київському художньому інституті, була ученицею Макса Гельмана, Леонори Блох, Григоріяй Теннера, Жозефіни Діндо, Леоніда Шервуда. Дипломна робота — «Танець узбечки-фізкультурниці» (керівник Леонід Шервуд).
З 1944 по 1957 рік викладала у Дніпропетровському художньому училищі. Жила у Дніпропетровську, в будинку на вулиці Писаржевського № 18 а, квартира № 7. Померла 16 січня 1985 року.

## Творсість
Працювала в галузі станкової скульптури. Серед робіт:
- «Танець узбечки-фізкультурниці» (1939);
- «Комсомолець Рабаєв» (1940, гіпс тонований);
- «Зоя Космодем'янська» (1947, гіпс тонований);
- «Робітниця Конашевич» (1950, гіпс тонований);
- «На шкільному святі» («Піонерка»; 1960, гіпс тонований).